# Bactrocera nadana
Bactrocera nadana är en tvåvingeart som först beskrevs av Chao och Lin 1993.  Bactrocera nadana ingår i släktet Bactrocera och familjen borrflugor. Inga underarter finns listade.